# Rezan Zuğurlu
Rezan Zuğurlu (ur. 27 listopada 1988 w Ziyaret k. Lice) – kurdyjska polityk i działaczka społeczna, burmistrz Lice (2014-2017), więzień polityczny.

## Życiorys
Urodziła się w rodzinie kurdyjskich aktywistów. Pracowała jako dziennikarka lokalnej telewizji w Diyarbakırze, a także jako wolontariuszka organizacji pomagającej kobietom doświadczającym przemocy. Podjęła studia z zakresu produkcji radiowo-telewizyjnej na uniwersytecie Dicle w Diyarbakırze.

## Kariera polityczna
W 2010 została aresztowana przez policję turecką za udział w protestach przeciwko uwięzieniu działaczy kurdyjskich. Dowodem był zapis wideo, wykonany przez policję, Mimo braku jednoznacznych dowodów, że widoczna na filmie postać, rzucająca kamieniami w stronę policjantów to właśnie Zuğurlu, została ona skazana na 4 lata i 2 miesiące pozbawienia wolności. Zwolniona w wyniku apelacji w czerwcu 2013. W marcu 2014 zdecydowała się na udział w wyborach samorządowych, ubiegając się o stanowisko burmistrza miasta Lice. Celem swojego programu uczyniła działania na rzecz poprawy losu kobiet, zmniejszenia bezrobocia i zwalczania narkomanii. Uzyskała 90 % głosów oddanych w wyborach. Zwycięstwo w wyborach sprawiło, że mając 25 lat została najmłodszym burmistrzem w Turcji. W lutym 2017 została odwołana ze stanowiska, a w sierpniu t.r. ponownie aresztowana z powodu wcześniejszego wyroku. Karę odbywała w więzieniu w Diyarbakırze, skąd została przeniesiona do więzienia w Wanie. 
Jest mężatką (mąż Uğur Ataş), ma syna Alîşera (ur. 2016). W więzieniu przebywa wraz ze swoim synem.